# Petyr Merkow
Petyr Merkow (buł. Петър Христов Мерков, ur. 3 listopada 1976) – bułgarski kajakarz. Dwukrotny srebrny medalista olimpijski z Sydney.
Brał udział w trzech igrzyskach olimpijskich, w latach 1996-2004. W 2000 zdobył dwa srebrne medale w jedynkach, na dystansie 500 metrów i 1000 metrów. Zdobył trzy medale mistrzostw świata - srebro w kajakowej jedynce na dystansie 500 metrów w 1999 i 2002. W 2002 był trzeci w kajakowej czwórce na dystansie 1000 metrów. Na mistrzostwach Europy zdobył jeden złoty, cztery srebrne i trzy brązowe medale w różnych konkurencjach.